# George Westmore
George Westmore (27 juin 1879, île de Wight, Angleterre -12 juillet 1931, Hollywood, Californie) est un coiffeur styliste immigré aux États-Unis avec sa famille, dont certains devinrent eux-mêmes des artistes majeurs d'Hollywood dans le domaine du maquillage et de l'art capillaire. Spécialisé dans la réalisation de perruques, puis le maquillage, il est connu pour avoir établi le premier département de maquillage du cinéma américain en 1917.
George Westmore eut pour épouse Ada Savage de 1901 à 1924. Puis il se marie à Anita Salazar.
En 1931, il se suicide par empoisonnement au mercure.

## Filmographie sélective
- 1921 : Les Trois Mousquetaires (The Three Musketeers) de Fred Niblo
- 1921 : The Education of Elizabeth de Edward Dillon
- 1922 : Robin des bois (Robin Hood) de Allan Dwan
- 1924 : Le Voleur de Bagdad (The Thief of Bagdad) de Raoul Walsh
- 1924 : Secrets de Frank Borzage
- 1925 : Ben Hur: A Tale of the Christ de Fred Niblo
- 1925 : Don Q Son of Zorro de Donald Crisp
- 1926 : Le Pirate noir (The Black Pirate) de Albert Parker